# Кузьмин, Николай Алексеевич (политик)
Николай Алексеевич Кузьмин (род. 23 апреля 1958, Шильда, Оренбургская область) — российский политический деятель, депутат Государственной Думы VI созыва (КПРФ), Член Комитета ГД по природным ресурсам, природопользованию и экологии.

## Биография
Родился в рабочей семье на целинных землях. По окончании восьмилетки поступил в Челябинский автотранспортный техникум. В то же время подрабатывал на разгрузке вагонов.
В апреле 1977 года с отличием окончил техникум, после чего направлен в Сосновый Бор (город) работать в сфере комплексной энергетической технологии.
В 1978 году поступил в Ленинградский инженерно-строительный институт. Защитив диплом, переведён на работу в Северное управление строительства.
В 1984 году был принят в члены КПСС. В 1990 году избран вторым секретарём Ленинградского областного комитета КП РСФСР. Тогда же избран депутатом Сосновоборского городского Совета народных депутатов. Через полгода стал председателем Комиссии по архитектуре и строительству города Сосновый Бор. В 1992 году получил второе высшее образование в Санкт-Петербургском институте государственного и муниципального управления.
После избрания в 2007 году депутатом ЗакСа Ленинградской области стал заместителем председателя Комиссии по строительству, дорожному хозяйству, транспорту и связи, а также членом Комиссии по государственному административно-территориальному устройству и местному самоуправлению. При его усилиях в Ленобласти появляется новый населенный пункт — Новогорелово.
В 2011 году возглавил постоянную Комиссию ЗакСа по экологии и природопользованию. В начале 2012 года избран заместителем председателя ЗакСа Ленинградской области.
В апреле 2014 года стал депутатом Государственной Думы Федерального Собрания Российской Федерации (в порядке замещения выбывшего Вадима Потомского). Работал в Комитете по природным ресурсам, природопользованию и экологии. Руководил Общественной приемной Комитета по Ленинградской области и Санкт-Петербургу.
Удостоен звания «Персональный лауреат Всероссийского общественного смотра-конкурса „Экосвет“», награжден знаком «Почетный работник охраны природы» от Минприроды, кавалер ордена «Почетный эколог» Международной академии наук экологии, безопасности человека и природы (МАНЭБ).
Член президиума МАНЭБ, председатель общероссийского общественного экологического совета.
Основным направлением деятельности в Госдуме являлся порядок в сфере охраны окружающей среды. Возглавлял Экологическую приёмную Госдумы РФ в Санкт-Петербурге и Ленинградской области.
Занимался вопросом закрытия предприятия «Полигон „Красный Бор“», который представляет опасность для экологии региона.
В 2015 году областным отделением КПРФ выдвигался на пост губернатора Ленинградской области.
С сентября 2016 года вновь депутат Законодательного собрания Ленинградской области (от КПРФ).
Был выдвинут кандидатом от КПРФ на довыборах в Государственную Думу по Кингисеппскому округу в 2017 году.